# Frank Francken
Frank Francken (Essen, 22 mei 1964) is een Belgisch voormalig professioneel wielrenner. Hij reed twee seizoenen voor Lotto.
Francken deed namens België mee aan de wegrit op de Olympische Spelen van 1988 (Seoel). Hij eindigde als 88e. 

## Belangrijkste overwinningen
1988
- 4e etappe, deel B Ronde van West-Henegouwen

## Resultaten in voornaamste wedstrijden
| Jaar | Ronde van Italië | Ronde van Frankrijk | Ronde van Spanje |
| ---- | ---------------- | ------------------- | ---------------- |
| 1989 |                  |                     |                  |

| Jaar | Ronde van Vlaanderen | Amstel Gold Race |
| ---- | -------------------- | ---------------- |
| 1989 | 48e                  | 97e              |